# Pristimantis quaquaversus
Espèce
Synonymes
- Eleutherodactylus quaquaversus Lynch, 1974

Statut de conservation UICN

 LC  : Préoccupation mineure
Pristimantis quaquaversus est une espèce d'amphibiens de la famille des Craugastoridae.

## Répartition
Cette espèce se rencontre entre 300 et 1 830 m d'altitude dans le haut bassin amazonien :
- en Colombie dans le département de Putumayo ;
- en Équateur dans les provinces de Sucumbíos, de Napo, d'Orellana, de Pastaza, de Morona-Santiago et de Zamora-Chinchipe ;
- au Pérou dans l'ouest de la région de Loreto et le Nord de la région d'Amazonas.

## Description
Les mâles mesurent de 19,6 à 22,5 mm et les femelles de 24,6 à 31,3 mm.

## Étymologie
Le nom spécifique quaquaversus vient du latin quisquis, quiconque, et de versus, participe passé du verbe verto, changer, tourner, en référence aux variations de coloration de cette espèce.

## Publication originale
- Lynch, 1974 : New species of frogs (Leptodactylidae: Eleutherodactylus) from the Amazonian lowlands of Ecuador. Occasional papers of the Museum of Natural History, University of Kansas, no 31, p. 1-22 (texte intégral).